# Simba
Simba es el personaje protagonista de la trilogía de películas El rey león (1994),  El rey león 2: El Reino de Simba (1998) y El rey león 3: Hakuna Matata (2004) producidas por Walt Disney Pictures. Se trata de la personificación de un león africano. El personaje está basado en el príncipe Hamlet, protagonista de la obra Hamlet de William Shakespeare, a la cual hace referencia gran parte de la trama de la película.

## Personalidad
Como un cachorro, Simba es curioso, aventurero, arrogante y muy dispuesto a convertirse en rey. Es conocido por sobrepasar su autoridad y su intento de ordenar en torno a las otras criaturas de la Roca del Rey. Sufre un trauma emocional grave cuando Scar, su tío, asesina a Mufasa, el padre de Simba. Sin embargo, Scar convence a Simba que él era responsable de la muerte de su padre, y le dice que debe huir de las Tierras del Reino y nunca volver. Simba ingenuamente muestra una gran confianza en su tío y huye de todo lo que ha conocido nunca, y más tarde coge un estilo de vida feliz, sin preocupaciones, con Timón y Pumba en un paraíso de selva idealista.
Como adolescente y adulto, él ha olvidado hace tiempo su antigua vida y una vez más actúa como un exceso de confianza y de aventura como lo hizo como un cachorro. Más tarde, cuando Simba se entera de que Scar está gobernando injustamente las Tierras del Reino, se enfrenta a su pasado y vuelve a tomar su lugar como el legítimo rey. Al tener las responsabilidades de ser un impulso rey sobre él tan de repente, Simba se ve obligado a madurar mucho, y en un corto espacio de tiempo.
Como padre y rey, Simba es muy sobreprotector con su hija, Kiara. Él siempre insta a alguien a mantener un ojo en ella e incluso marca un camino cuando se aventura solo.

## Vida

### Nacimiento
Simba es hijo de Mufasa y Sarabi. Tras su nacimiento, Rafiki (un viejo mandril), lo levanta desde lo alto de la Roca del Rey, hogar de los leones y trono del monarca. Así se muestra el nacimiento del nuevo heredero al trono ante los animales de la sabana. Todos se arrodillan ante el nuevo soberano de la familia real. El ambiente es una verdadera fiesta, lleno de alegría por el nuevo suceso.

### Cachorro
Ya desde cachorro, Simba empieza a interesarse por descubrir lo que conlleva ser un rey. Su padre Mufasa, el rey de las Tierras del Reino, le muestra las mismas y lo ayuda a comprender el ciclo de la vida, y a respetar a todas las especies. Sin embargo, le prohíbe dirigirse hacia las "lejanías", unas tierras terroríficas ubicadas a las afueras del reino, donde se encuentran las hienas, quienes buscan dañar a su familia. 
De todas maneras, Simba quiere demostrarle a su padre su valentía, e influenciado por malvado tío Scar, decide ir al Cementerio de Elefantes junto a Nala, su mejor amiga. Los dos pequeños leones despistan a Zazú, un toco piquirrojo que trabaja como el mayordomo real y que siempre los vigila. 
Cuando llegan al cementerio de elefantes, Nala y Simba son atacados por tres hienas secuaces de Scar, llamadas Shenzi, Banzai y Ed. Sin embargo, Mufasa llega justo a tiempo y salva a los cachorros. El rey se enfurece con su hijo y le dice que solo hay que ser valiente cuando se debe serlo, y que los reyes también tienen miedo, como le había pasado a él ese mismo día. También, le dice que los grandes reyes del pasado le cuidan y observan desde las estrellas, y que ellos siempre estarán ahí para guiarlo, incluso el.
Al día siguiente, Simba se encuentra en medio de una gigantesca estampida de ñus, (trampa que había planeado Scar y las hienas para matarlo) y su padre lo salva justo a tiempo. Sin embargo, el rey es asesinado por su malvado hermano menor: Scar lo empuja por la pendiente a la cual intentaba subir para no morir pisoteado por los ñus. 
Simba no ve nada de lo sucedido, excepto el momento en el que su padre cae hasta el suelo. Así, Mufasa muere pisoteado, y Scar le echa la culpa a Simba de la muerte de su padre, por lo que le aconseja que huya y no vuelva. Simba se va muy triste y llega hasta un Paraíso Tropical donde conoce a un suricato llamado Timón y a un jabalí verrugoso llamado Pumba. Ellos lo adoptan y le ayudan a olvidar los males del pasado basando su vida en una filosofía, llamada "Hakuna Matata", que consiste en no preocuparse ante las adversidades de la vida. 
Simba demuestra ser un cachorro difícil de manejar, pues se mete en todo tipo de líos, salta entre los árboles, nada en las cascadas empinadas, da vueltas a Timón como un juguete, los despierta todas las noches para ir al baño, o en casos especiales por pesadillas que él tenía. 
Aun así, Simba ya le tenía mucho cariño tanto a Timón como a Pumba, a quienes con el tiempo los comenzaría a llamar padres.  Con ellos convive mucho tiempo de deleite y disfrute.

### Adolescente
Ya pasado un tiempo desde su huida a las afueras de Las Tierras del Reino, Simba vive una vida sin angustias debido a la filosofía de vida aprendida de Timón y Pumba. El león y la suricato se enfrentan en un concurso de sorber caracoles en el que Simba gana y Timón se desmaya al no poder comerse el último caracol. Poco a poco, Simba se va convirtiendo en un león adulto, disfrutando de una vida sin trabajo ni nada que le molestase.

### Adulto
Cuando Simba se convierte en un león adulto, se encuentra en el paraíso disfrutando de la buena vida. Sin embargo, un día escucha gritar a sus amigos y observa a una joven leona hambrienta a punto de atacarlos. El león decide luchar contra ella y es entonces cuando da cuenta de quién es su adversaria: La joven leona resulta ser Nala, su amiga de la infancia. 
Por el cariño y la amistad desde cachorros, Simba y Nala se casan.  
Nala recapacita sobre lo sucedido y le cuenta a Simba sobre su tío malvado Scar, quien se había apoderado del reino uniendo las manadas de hienas y leones. Además, le cuenta que su mal manejo llevó a la escasez de agua y comida. Sin embargo, Simba no quiere creer las palabras de Nala y estos se pelean. 
Después de esta discusión, el león recorre la sabana en busca de respuestas y se encuentra con el viejo mandril Rafiki. Él le muestra al espíritu de Mufasa diciéndole que debe ocupar su lugar en el ciclo de la vida. Simba reflexiona y decide regresar con ayuda de Timón y Pumba. Cuando llega, se encuentra con Nala y las leonas de la manada de su madre, y juntos pelean contra Scar y sus hienas. 
Estando Simba a punto de caer por la Roca del Rey, Scar le confiesa que el verdadero asesino de su padre, es  él. Simba recuerda su vida desde cuando era un cachorro, y el instante de la caída fatal de su padre. Esto le genera una rabia inmensa que invade su cuerpo y lo impulsa a dar un salto y subir la roca. Scar, para salvarse, acusa a las hienas por la muerte de Mufasa. 
Sin darse cuenta de que éstas le oyen, deciden acabar con su jefe. Simba obliga a Scar a huir de las Tierras del Reino para que no vuelva nunca más, pero Scar no acepta la derrota y pelea contra Simba a traición. Simba contraataca y lo lanza al vacío. Scar no muere en llamas, pero Shenzi, Banzai y Ed, quienes lo escucharon  acusarlos por la muerte de Mufasa, matan a su jefe y huyen de las Tierras del Reino para siempre.
Simba se convierte en el nuevo Rey León y Nala se convierte en la reina. Por su parte, sus amigos Timón y Pumba se convierten en sus guardias. Poco a poco, vuelven las aguas, los pastos y las comidas. Y eso hace que todos los animales regresen a las Tierras del Reino muy felices, continuando el ciclo de la vida.